# H.J. Hansen (zoolog)
 For alternative betydninger, se H.J. Hansen. (Se også artikler, som begynder med H.J. Hansen)
Hans Jacob Hansen (10. august 1855 i Bellinge — 26. juni 1936 i Gentofte) var en dansk zoolog, dr.phil., polemiker.
H.J. Hansen var født i Bellinge ved Odense som søn af husmand Hans Hansen og hustru Kirsten Jakobsdatter, og han blev i 1891 gift med Anna Elisabeth, f. Rasmussen.
I 1875 blev H.J. Hansen student fra Odense Katedralskole og i 1879 mag.scient. i zoologi. Doktordisputats (dr.phil.) i 1883.
H.J. Hansen blev ansat ved Zoologisk Museum allerede i 1875, samtidig med at han tog studentereksamen. Han arbejdede som videnskabelig medhjælper ved museets entomologiske afdeling i 1885-1910 og fik fra 1910 bevilget stilling til fri videnskabelig virksomhed.
H.J. Hansen har publiceret talrige videnskabelige arbejder, de fleste i tidsskrifter og rejseværker i en halv snes lande; men han har også udgivet skrifter af militærpolitisk og samfundskritisk indhold, hvilket gjorde ham forkætret i vide kredse. Det drejede sig bl.a. om »dansk national forsvarsvilje«, polemik om dansk nationalitet og identitet, om "Jødespørgsmålet" og om patriotisme. Hansen udgav eksempelvis pjecen Jødespørgsmaalet i 1923, et stærkt antisemitisk og nationalistisk skrift. Pjecen blev udgivet på foreningen Dansk Forening til Fremmedelementers Begrænsning (som senere ændrede navn til Dansker-Ligaen) forlag. Det var en af datidens stærkt antisemitiske og højreekstremistiske foreninger.
I mange år (1908-31) var H.J. Hansen den "flittigste ikke-journalistiske skribent" på Jyllands-Posten.[kilde mangler]